# Leszczynka (wzniesienie)
Leszczynka – wzniesienie o wysokości 44 m n.p.m. na Równinie Gryfickiej, położone w woj. zachodniopomorskim, w powiecie gryfickim, w gminie Brojce, ok. 0,5 km na wschód od osady Strzykocin.
Na wschód od Leszczynki przebiega z południa na północ dolina Lnianki.
Nazwę Leszczynka wprowadzono urzędowo rozporządzeniem w 1949 roku, zastępując poprzednią niemiecką nazwę Hassel Berg.